# Journey into Self
Journey into Self é um filme-documentário estadunidense de 1968 dirigido e escrito por Tom Skinner. Venceu o Oscar de melhor documentário de longa-metragem na edição de 1969.

## Elenco
- Stanley Kramer - Narrador